# Panzergrenadierbrigade 7
Die Panzergrenadierbrigade 7 „Hansestadt Hamburg“ mit Stab in der Röttiger-Kaserne in Hamburg-Fischbek war ein Verband des Heeres der Bundeswehr. Die Brigade war in der Region zwischen Elbe und Weser im nordöstlichen Niedersachsen stationiert und wurde 2003/2004 außer Dienst gestellt.

## Geschichte

### Heeresstruktur 2
1959 wurde in Hamburg mit der Aufstellung der Brigade begonnen; sie wurde der 3. Panzerdivision in Buxtehude unterstellt. 1959 gehörten dazu: Stab und Stabskompanie, die Flugabwehrbatterie 70, die Panzerpionierkompanie 70, die Panzerjägerkompanie 70, Panzerspähzug 70, die Panzergrenadierbataillone 71, 72, 73, das Panzerbataillon 74, das Feldartilleriebataillon 75 (ab 1966 umgegliedert zum Panzerartilleriebataillon 75) und das Versorgungsbataillon 76 (1972 in Versorgungsbataillon 3 umbenannt und aus der Brigade ausgegliedert, Teile verblieben als Nachschubkompanie 70 und Instandsetzungskompanie 70 (beide Stade) bei der Brigade). 1971 wurde das Panzergrenadierbataillon 73 aufgelöst. Die Panzerjägerkompanie 70 war zugleich Lehreinheit der in Bremen-Grohn, später in Munster stationierten Panzerjägerschule, (später Panzerabwehrschule, Kampftruppenschule III) bis zu deren Eingliederung in die Kampftruppenschule II/Panzertruppenschule in Munster. Das Panzerbataillon 74 erhielt als erstes Panzerbataillon der Bundeswehr am 9. März 1966  den Kampfpanzer Leopard 1, welcher das Vorgängermodell M 48 ablöste. Wenig später wurde die Panzerjägerkompanie 70 auf Kanonenjagdpanzer und das Panzerartilleriebataillon 75 auf Panzerhaubitze M109 umgerüstet. Gegen Ende der 1960er Jahre wurde auf die veränderte Bedrohungslage durch sowjetische Luftlandetruppen reagiert, indem man das Jägerkonzept umsetzte.
Die PzGrenBrig 7 war 1962 bei der Sturmflut in Hamburg eingesetzt.

### Heeresstruktur 3
Die Panzergrenadierbrigade 7 war bei den Sturmfluten 1976 bei Stade und im Kehdinger Land im Einsatz. Dabei kamen drei Soldaten ums Leben. Im August 1975 nahm das PzArtBtl 75 erstmals an einer Übung auf dem kanadischen Truppenübungsplatz in Shilo teil. Im Mai 1979 war es das PzGrenBtl 72 und im Mai 1981 das PzGrenBtl 73.

### Heeresstruktur 4
Die Umgliederung in die Heeresstruktur 4 dauerte vom 1. Oktober 1980 bis Ende 1981 sollte ein schnelleres Bilden und Verlagern von Schwerpunkten im Gefecht ermöglichen.
1980 wurde das Panzergrenadierbataillon 71 in Panzergrenadierbataillon 73 umbenannt und das gemischte Panzergrenadierbataillon 71 (2 Kp PzGren, 1 Kp Pz) neu aufgestellt. Zur Brigade gehörten jetzt die Stabskompanie, die Panzergrenadierbataillone 71, 72, 73, das Panzerbataillon 74, das Panzerartilleriebataillon 75, die Panzerpionierkompanie 70, die Panzerjägerkompanie 70, die Instandsetzungskompanie 70, die Nachschubkompanie 70, das Feldersatzbataillon 77 und die bereits 1961 aufgestellte Ausbildungskompanie 11/3. 1989 unterstanden die Stabskompanie, die Panzerjägerkompanie 70, die Panzerpionierkompanie 70, die Instandsetzungskompanie 70, die Nachschubkompanie 70, das Panzergrenadierbataillon 71, das Panzergrenadierbataillon 72, das Panzergrenadierbataillon 73, das Panzerbataillon 74 und das Panzerartilleriebataillon 75.
1984 gewinnt die 4. Kompanie des Panzerbataillons 74 den NATO-Vergleichsschießwettbewerb Canadian Army Trophy. Im März 1985 wird in der Panzerjägerkompanie 70 vom Kanonenjagdpanzer auf den
Raketenjagdpanzer Jaguar 2 umgerüstet. Während des Großmanövers Trutzige Sachsen im September 1985 nahmen von der 3. Panzerdivision nur die Panzerbrigade 8 mit dem Panzerbataillon 81 und dem Panzergrenadierbataillon 82, sowie die Panzerlehrbrigade 9 (in der 2. Phase bei Blau) mit dem Panzerlehrbataillon 94 als Gruppierung der Rotland-Übungstruppen teil. Die PzGrenBrig 7 fungierte in der Schiedsrichterunterstützungszentrale in Rotenburg an der Wümme.
Am 12. September 1986 verleiht der Hamburger Bürgermeister Klaus von Dohnanyi dem PzGrenBtl 72 das Fahnenband der Freien Hansestadt. Der 30-jährige Geburtstag des Verbandes wird am 30. Juni 1989 mit einem Brigadebiwak auf dem Standortübungsplatz Neu Wulmstorf gefeiert.
Die Brigade umfasste im Herbst 1989 in der Friedensgliederung etwa 3150 Soldaten. Die geplante Aufwuchsstärke im Verteidigungsfall betrug rund 3550 Soldaten. Zum Aufwuchs war die Einberufung von Reservisten und die Mobilmachung von nicht aktiven Truppenteilen vorgesehen. Zum Ende der Heeresstruktur 4 im Herbst 1989 war die Brigade weiter Teil der 3. Panzerdivision und gliederte sich grob in folgende Truppenteile:
- Stab/Stabskompanie Panzergrenadierbrigade 7, Hamburg-Fischbek (Röttiger-Kaserne)
  -  Panzerjägerkompanie 70, Cuxhaven-Altenwalde (Hinrich-Wilhelm-Kopf-Kaserne)
  -  Panzerpionierkompanie 70, Stade (Von-Goeben-Kaserne)
  -  Nachschubkompanie 70, Stade (Von-Goeben-Kaserne)
  -  Instandsetzungskompanie 70, Stade (Von-Goeben-Kaserne)
  -  Panzergrenadierbataillon 71 (teilaktiv), Hamburg (Röttiger-Kaserne)
  -  Panzergrenadierbataillon 72, Hamburg (Röttiger-Kaserne)
  -  Panzergrenadierbataillon 73, Cuxhaven (Hinrich-Wilhelm-Kopf-Kaserne)
  -  Panzerbataillon 74, Cuxhaven (Hinrich-Wilhelm-Kopf-Kaserne)
  -  Panzerartilleriebataillon 75, Hamburg (Röttiger-Kaserne)

Zum letzten Mal in der alten Gliederung übte die PzGrenBrig 7 im September 1990 auf der Rahmenübung „Nasses Dreieck“ im Manöverraum Rotenburg–Stade.

### Heeresstruktur 5
1993 wurde die 3. Panzerdivision aufgelöst und die Brigade wechselte am 1. April 1994 zur 6. Panzergrenadierdivision. In dieser Struktur wurde die Brigade neu aufgestellt und Teile der aufgelösten Panzerbrigade 8 hinzugezogen, so dass der Brigade zuletzt folgende Verbände unterstanden:
- Stabskompanie
- Panzerjägerkompanie 80
- Panzerpionierkompanie 80
- Panzeraufklärungskompanie 80
- Feldersatzkompanie 70
- Panzergrenadierbataillon 72
- Panzergrenadierbataillon 173 (nicht aktiv)
- Panzerbataillon 83 (nicht aktiv)
- Panzerbataillon 84
- Panzerartilleriebataillon 85 (teilaktiv).

Die Panzergrenadierbrigade 32 erhält das in ein nichtaktives Panzerbataillon umgegliederte Panzergrenadierbataillon 73, das Panzerbataillon 74 und die Panzerjägerkompanie 70.
1993 erhielt die Brigade ihren Beinamen.

### Heeresstruktur „Neues Heer für neue Aufgaben“ bis zur Auflösung
1996 wurde die Brigade dem Wehrbereichskommando II / 1. Panzerdivision überstellt. Der Kernauftrag der PzGrenBrig 7 bestand zuletzt in der Führung des Gefechtes der Verbundenen Waffen, um einem Angriff des Warschauer Paktes in der Nordheide zu begegnen. Dies bezog sich sowohl auf eigene, als auch auf multinationale Verbände. Die PzGrenBrig 7 war zusammen mit der PzBrig 8 und der PzLehrBrig 9 der 3. Panzerdivision Buxtehude unterstellt, konnte jedoch je nach Lage auch dem I NL-Korps direkt unterstellt werden.
Zum 31. März 2004 wurde die Brigade außer Dienst gestellt, nachdem am 21. November 2003 ein großer Abschiedsappell in der Röttiger-Kaserne in Hamburg-Fischbek stattgefunden hatte, bei dem sich die Brigade von allen Freunden und Paten aus der Öffentlichkeit verabschiedete.

## Kommandeure
Die Kommandeure waren (Dienstgrad bei Kommandoübernahme, danach regelmäßig Beförderung zum Brigadegeneral):
| Nr. | Name                                        | Beginn der Berufung | Ende der Berufung  |
| --- | ------------------------------------------- | ------------------- | ------------------ |
| 17  | Brigadegeneral Werner Weisenburger          | 2001                | 2004               |
| 16  | Oberst Manfred Engelhardt                   | 1999                | 2001               |
| 15  | Brigadegeneral Stephan Kretschmer           | 1996                | 1999               |
| 14  | Oberst Rolf Baumgärtel                      | 1993                | 1996               |
| 13  | Oberst Alphart von Horn                     | 1. Oktober 1991     | 17. Dezember 1993  |
| 12  | Oberst Rolf Halama                          | 1. April 1988       | 30. September 1991 |
| 11  | Oberst Hartmut Bagger                       | 1. Oktober 1984     | 31. März 1988      |
| 10  | Oberst Wolfgang Estorf                      | 1. Oktober 1982     | 30. September 1984 |
| 9   | Brigadegeneral Hansgeorg Model              | 22. Mai 1976        | 30. September 1982 |
| 8   | Oberst Wolfgang Altenburg                   | 30. Mai 1975        | 21. Mai 1976       |
| 7   | Oberst Hermann Vogt                         | 6. April 1972       | 29. Mai 1975       |
| 6   | Brigadegeneral Alexander Frevert-Niedermein | 1. April 1971       | 5. April 1972      |
| 5   | Brigadegeneral Karl-Christian Krause        | 1. Oktober 1969     | 31. März 1971      |
| 4   | Oberst Hans-Jürgen von Kayser               | 1. April 1967       | 30. September 1969 |
| 3   | Oberst Rolf Juergens                        | 1. April 1964       | 31. März 1967      |
| 2   | Brigadegeneral Heinz-Georg Lemm             | 1. Juni 1962        | 31. März 1964      |
| 1   | Oberst Rolf von Tresckow                    | 1. August 1959      | 31. Mai 1962       |

## Verbandsabzeichen
Die Blasonierung des Verbandsabzeichens für den Dienstanzug der Angehörigen der Panzergrenadierbrigade 7 lautete:
 Silbern bordiert, in Rot zwei schräggekreuzte silberne Giebelblätter mit nach außen blickenden Pferdeköpfen.
Die gekreuzten Pferdeköpfe waren eine Variante des Sachsenrosses, das im Wappen Niedersachsens ebenfalls auf rotem Schild dargestellt wird. Gekreuzte Pferdeköpfe finden sich in dieser Form als Giebelschmuck der für die Region typischen Niedersachsenhäuser. Die Verbandsabzeichen der Division und zwei der unterstellten Brigaden waren bis auf die Borde identisch. In der Tradition der Preußischen Farbfolge erhielt das Verbandsabzeichen der Panzergrenadierbrigade 7 als „erste“ Brigade der Division einen weißen Bord.
Da sich die Verbandsabzeichen der Brigaden der Division ursprünglich nur geringfügig unterschieden, wurde stattdessen gelegentlich auch das interne Verbandsabzeichen des Stabes bzw. der Stabskompanie pars pro toto als „Abzeichen“ der Brigade genutzt. Es zeigte die gekreuzten Pferdeköpfe auf rotem Grund, ein Schwert sowie eine Burg ähnlich wie im Hamburger Wappen.

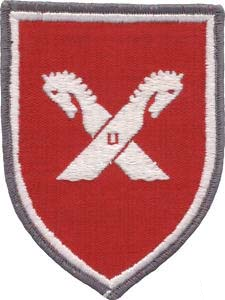
Gewebtes Verbandsabzeichen für den Dienstanzug
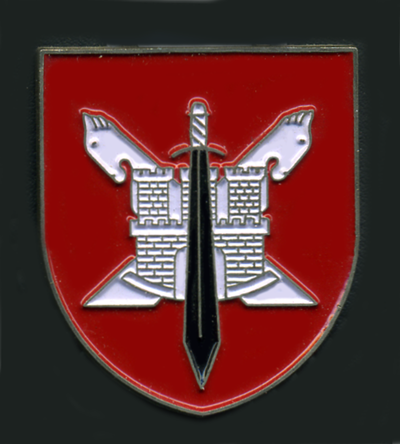
Internes Verbandsabzeichen des Stabes/Stabskompanie